# Quận Đông (Hồng Kông)
Đông khu (giản thể: 东区; phồn thể: 東區; bính âm: dōng qū; Việt bính: dung1 keoi1) là một trong 18 quận của Hồng Kông. Năm 2006, quận có dân số là 587.690 người. Đây là quận có dân số cao thứ hai và có số hộ gia đình cao thứ ba tại đặc khu. Quận nằm tại phía đông-bắc của Đảo Hồng kông. Vốn là một làng chài, khai thác đá và đóng tàu, quận Đông nay đã phát triển thành một khu dân cư đông đúc với một số lĩnh vực công nghiệp cũng như một vài phố mua sắm lớn.

## Địa lý
Quận tọa lạc tại phần đông bắc của Đảo Hồng Kông và bao gồm các khu vực: Pháo Đài Sơn, Bắc Giác, Braemar Hill, Thái Thạch Loan, Thái Cổ Thành, Tây Loan Hà, Sao Cơ Loan, Hạnh Hoa Thôn, Sài Loan, Tiểu Tây Loan.